# Felix von Schiller
Johann Felix von Schiller (* 23. Mai 1805 in Breslau; † 31. Januar 1853 in München) war ein deutscher Landschaftsmaler.

## Leben

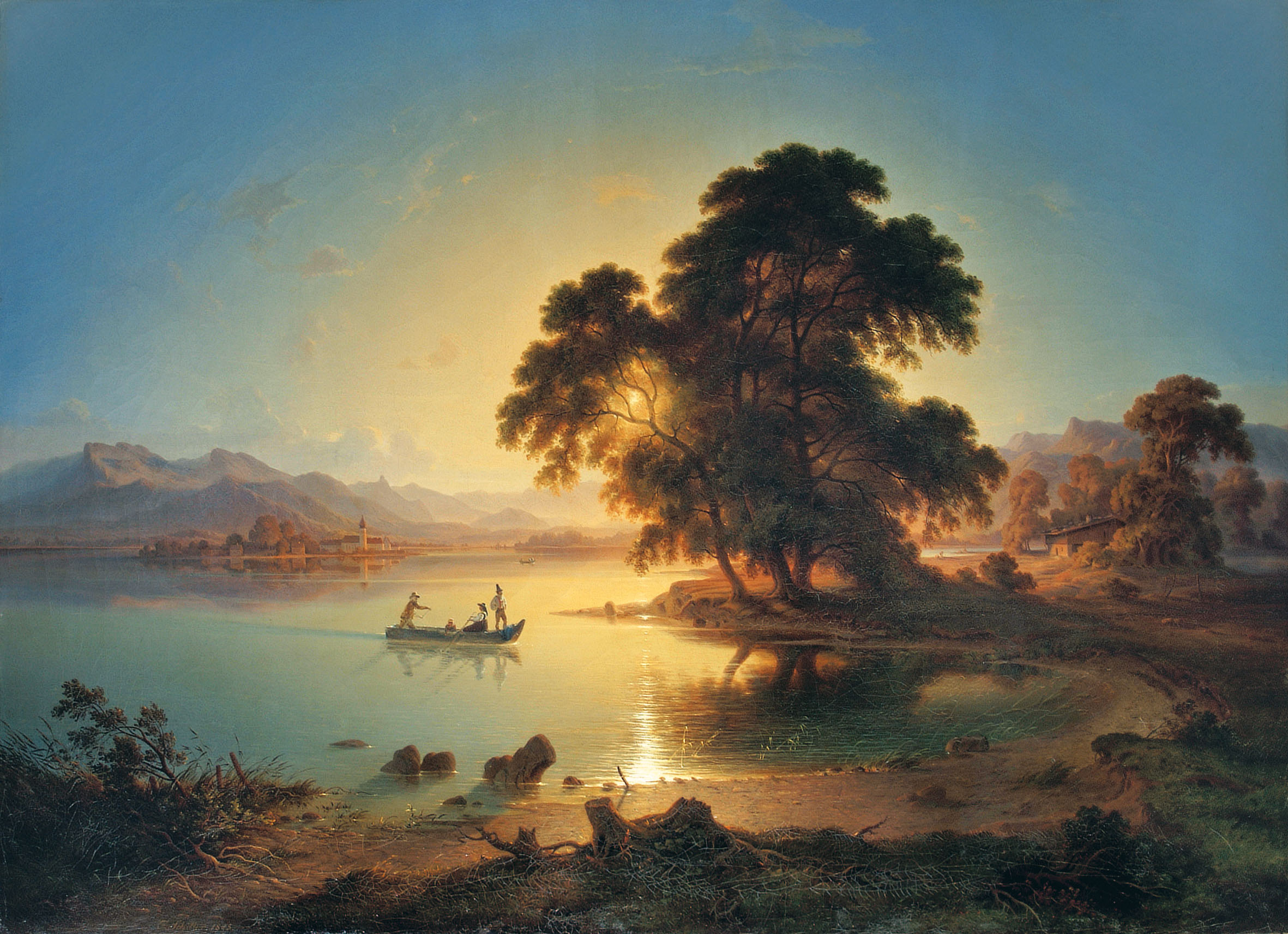
Felix von Schiller: Sonnenuntergang am Chiemsee, 1845

Felix von Schiller wurde als Sohn des Kaufmanns und Gutsbesitzer Johann Michael Schiller geboren. Nachdem er 1825 am Maria-Magdalenen-Gymnasium das Abitur erlangt hatte, studierte er an der Universität Bonn Rechtswissenschaften. 1826 wurde er Mitglied des Corps Borussia Bonn. Nach Abschluss des Studiums wurde er Oberlandesgerichtsreferendar in Breslau, nahm jedoch 1829 Abschied aus dem Justizdienst, um in München Malerei zu studieren. Beeinflusst von Carl Rottmann und Christian Morgenstern widmete er sich der Landschaftsmalerei insbesondere des bayerischen Hochlandes und des Chiemsees. Außerdem betätigte er sich schriftstellerisch.

## Werk

### Gemälde
- Landschaft mit einer Ruine, 1836
- Seegegend, 1836
- Partie am Starnberger See, 1839
- Dorf im Gebirge, 1840
- Partie am Kochelsee, 1840
- Sonnenuntergang am Chiemsee, 1840
- Der Chiemsee mit seinen beiden Inseln, 1841 und 1845
- Partie aus Welsch-Tirol, 1842
- Partie aus dem Oberinnthal, 1842
- Morgen und Abend, 1843
- Das Kloster im Gebirge, 1843
- Capelle am Chiemsee, 1843
- Landschaft aus dem Salzburgischen, 1850
- Schloß Klamm, 1853

### Schriften
- Festspiel zur Feier der Vermählung des Kronprinzen Maximilian mit der Prinzess Maria von Preußen
- Rede zu Ehren von Ludwig Schwanthaler, 23. Oktober 1839
- Rede zur Verabschiedungsfeier von Christian Ruben nach Prag, 12. Mai 1841
- Rede anlässlich der Feier zu Ehren von Bertel Thorwaldsen, Sommer 1841
- München, dessen Kunstschätze, Umgebung und öffentliches Leben, 1841 (1. Auflage), 1855 (4. Auflage), 1852 englische Übersetzung